# Profesoři za silný Izrael
Profesoři za silný Izrael (anglicky: Professors for a Strong Israel, PSI) je pravicová organizace akademiků, které sdružuje společný zájem na zachování židovského charakteru Státu Izrael.
Je to nadace, založená roku 1988. Členové organizace jsou proti vzniku Palestinského státu a považují odchod Izraelců z Pásma Gazy za etnickou čistku.
Mezi známé členy patří nositel Nobelovy ceny Robert Aumann a poslanec Knesetu Arje Eldad. Současný předseda je Amihood Amir.